# Olexandr Dovženko
Oleksandr Petrovyč Dovženko (ukrajinsky Олександр Петрович Довженко, Olexandr Petrovyč Dovženko, v české literatuře Olexandr Dovženko nebo také Alexandr Dovženko, 10. září 1894 Sosnycja u Černihiva – 25. listopadu 1956 Peredělkino u Moskvy) byl sovětský filmový scenárista, producent a režisér ukrajinské národnosti. Ve svých filmech často oslavoval život a práci obyčejných Ukrajinců. Jeho zásluha spočívá v překonání revolučního patosu a ve vytvoření ryze ukrajinského filmového umění, jehož leitmotiv byl vždy věnován vlasti. Za hlavní dílo je považována trilogie inspirovaná rodnou zemí: Zvenigora, Arzenál a Země. Je zařazován, vedle Ejzenštejna a Pudovkina, mezi klasiky sovětské kinematografie.
Věnoval se i literární činnosti, psal deníky, povídky a divadelní hry. Je autorem karikatur, ilustrací,  autoportrétů a portrétů. Vytvořil řadu filmových plakátů k filmům.

## Život

### Mládí
Pocházel z chudé rolnické rodiny ukrajinských kozáků. Rodiče byli negramotní, měli čtrnáct dětí, ale pouze Olexandr a jeho sestra  Polina se dožili dospělosti.  Žili v malé vesnici Sosnyca a krásná příroda v okolí řeky Desny se vepsala natrvalo do charakteru Dovženkovy tvorby. V letech 1911–1914 studoval na učitelském ústavu v Hluchivu a krátce působil jako učitel na gymnáziu v Žytomyru, kde se zapojil  do ukrajinského hnutí za nezávislost. V roce 1917 se přestěhoval do Kyjeva. Vedle svého učitelského povolání tam začal studovat na ekonomické univerzitě a národní akademii umění, kvůli občanské válce však studia nedokončil. V roce 1917 se oženil s Varvarou Krylovovou, v roce 1933 se jim narodil syn Vadim Chazov. Jejich manželství bylo volné, Dovženko měl velké úspěchy u žen a od roku 1925 udržoval vztah s herečkou Julií Solncevovou, kterou poznal za pobytu v Oděse.    

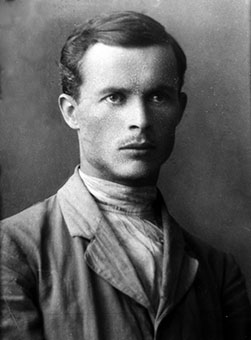
Dovženko v roce 1921

V letech 1918–1919 bojoval proti bolševikům v řadách ukrajinské armády pod vedením Symona Petjlury. Po obsazení Žytomyru rudou armádou byl zatčen a tři měsíce strávil ve vězení. Na začátku roku 1920 se připojil k jedné z větví ukrajinské komunistické strany (Borotba) a dostal místo učitele ve škole důstojníků rudé armády. Z pověření strany pak vykonával různé funkce ve veřejném školství a kultuře. V roce 1921 byl  poslán na diplomatickou misi do Polska a o rok později do Německa jako tajemník konzulárního oddělení obchodního zastoupení SSSR. Dostal stipendium, které mu umožnilo studovat grafiku a některé jeho karikatury byly publikovány v časopise Hammer. V polovině roku 1923 byl odvolán  zpět  na Ukrajinu, kde mezitím proběhly změny v organizačním uspořádání komunistické strany a Dovženko už své členství neobnovil. Usadil se v Charkově, pracoval jako ilustrátor a karikaturista pro místní časopisy.  Zapojil se do činnosti různých  literárních spolků usilujících o nezávislou cestu ukrajinského umění. Byl jedním ze zakladatelů Svobodné akademie proletářské literatury (VAPLITE) opírající se o nejlepší tradice západoevropské kultury.    

### Filmování
Dovženko se stále více zajímal o tehdy vznikající umění kinematografie, zpočátku jako scenárista. V roce 1926 odjel do Oděsy, kde bylo založeno první ukrajinské filmové studio a začal se také věnovat režii. Natočil dva krátké filmy Reformátor Vasja a Plod lásky a o rok později svůj první celovečerní film Aktovka diplomatického kurýra.  Světový úspěch dosáhl v roce 1928 s filmem Zvenigora,  v kterém vyobrazil historický vývoj Ukrajiny od pohanských dob až po období občanské války. Po premiéře v Moskvě byl uveden v Paříži a dalších městech západní Evropy i v Americe. Ještě větší úspěch zaznamenal film Země z roku 1930,  v němž Dovženko ukázal  ukrajinský národ jako národ hluboce spojený s přírodou, s půdou na které žije a kterou obdělává. Analýza třídního boje při kolektivizaci vesnice je tu podána s neobyčejnou silou poetického vidění. Film dosáhl obrovské popularity v západních zemích, ale v Sovětském svazu byl zakázán. Dovženko  byl stranickými  orgány obviňován z buržoazního nacionalismu, nepochopení linie třídního boje a nostalgií za minulostí.  V polovině roku 1930  Dovženko s kameramanem Danylo Demutským a herečkou Julií Solncevovou  navštívil Československo, Německo, Velkou Británii a Francii.          

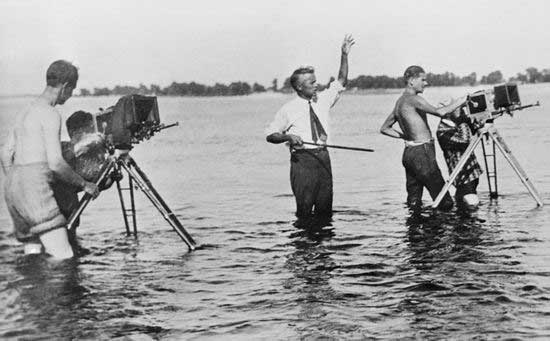
Dovženko při natáčení filmu Ivan (1932)

Po návratu nabídl ke zfilmování svůj scénář  o záchraně Nobileho výpravy na severní pól, ale byl odmítnut. Místo toho natočil v říjnu 1932 svůj první zvukový film Ivan o stavbě přehrady Dněproges, který je svým propagačním zaměřením poplatný tehdejší politické situaci v zemi. Po roce 1932 byl Dovženko vystaven rostoucím represáliím ze strany oficiálních sovětských uměleckých úřadů a musel několikrát přímo kontaktovat Stalina, aby požádal o ochranu před útoky. V roce 1933, v době hladomoru na Ukrajině, se na Stalinův rozkaz přestěhoval do Moskvy a mezi nimi se vytvořil zvláštní vztah, často spolu vedli důvěrné rozhovory. Dovženko neměl tvůrčí svobodu, pokud chtěl natáčet filmy, musel dělat kompromisy. Na Stalinovo přání natočil  propagandistický film Aerograd (1935) o novém městě, které roste na Sibiři uprostřed tundry. Stalinův vliv se nejvíce projevil u filmu Ščors, jehož hlavní postavou je ukrajinský komunista, hrdina  občanské války Nikolaj Alexandrovič Ščors. Dovženko  na scénáři pracoval téměř rok, upravoval jej podle Stalinových pokynů a natáčení probíhalo pod Stalinovým dohledem. Film, který měl ukázat na blízký vztah ukrajinského a ruského národa, měl premiéru 1. května 1939 současně v Kyjevě a Moskvě a během prvního týdne jej vidělo asi 31 milionů diváků.  V roce 1940 Dovženko natočil propagandistický dokument Osvobození, zachycující anexi Západní Ukrajiny a Západního Běloruska v důsledku paktu Ribbentrop–Molotov.          

### Válka
Dovženko se touto tvorbou  politicky rehabilitoval, v roce 1941 získal Stalinovu cenu a  byl jmenován do vedení Kyjevského filmového studia.  Dokončil scénář filmu Taras Bulba, který byl jeho životním projektem. Jeho realizaci  však zabránilo napadení Sovětského svazu hitlerovským Německem. Dovženko  byl evakuován do Ašchabadu, odkud byl  na své přání poslán na frontu jako válečný dopisovatel. Jeho článek s názvem  Ukrajina v plamenech, který byl podkladem pro stejnojmenný filmový scénář,  vzbudil u Stalina a politické cenzury silnou nelibost. Byl obviněn z toho, že otevřeně vyjádřil pochybnosti o bojeschopnosti Rudé armády, která  bezmocné obyvatelstvo zanechala napospas nepříteli. Byl vydán zákaz publikovat Dovženkova díla bez předchozího souhlasu příslušných orgánů. Režisér byl odvolán ze všech dosavadních funkcí a byl převelen jako redaktor a komentátor do ústředního zpravodajství. Podílel se na zpracování dokumentárních filmů z  osvobozovacích bojů. Začal se více věnovat literární činnosti, psal povídky, divadelní hry a  deníky, v nichž si zapisoval myšlenky, úvahy a události z války. Specifickým literárním útvarem Dovženka byl kinopříběh (filmová novela), který nese rysy filmového scénáře: převládají většinou dialogy a vnější popisy. Svá díla psal ukrajinsky a potom je překládal do ruštiny.  Důležitým inspiračním zdrojem jeho literární tvorby byl folklór. V jeho literárním díle se mísí několik žánrů zároveň: využívá metafory, obrazy, úryvky písní a veršů, pořekadla, lidová rčení, satiru, ironii, kombinaci humoru a tragédie, útočnou polemiku. Většina Dovženkových příběhů je zasazena do konkrétních dobových reálií, jeho hrdinové připomínají bohatýry.         

### Poválečné období

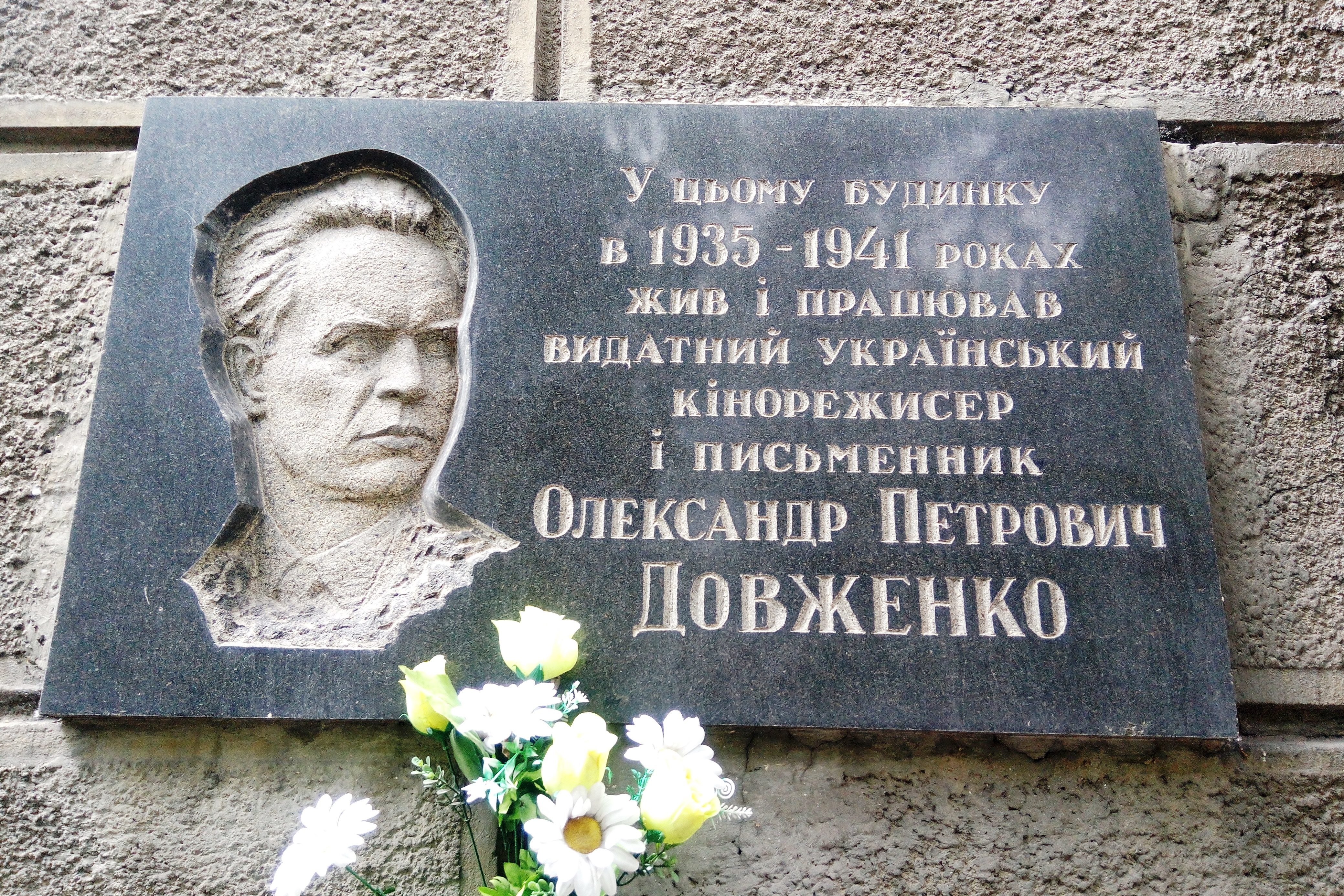
pamětní deska Olexandra Dovženka v Kyjevě

Po válce se mohl vrátit na své původní místo v Mosfilmu, ale natočil už jen jeden celovečerní film, opět pod Stalinovým dohledem. Ve filmu Mičurin, jehož scénář napsal  podle vlastní divadelní hry Život v květech, vytvořil ideologizovanou biografii vědce, do které vložil zašifrované momenty ze svého vlastního života. V roce 1949 byl Dovženko vyznamenán Stalinovou cenou. Začátkem padesátých let pracoval na několika scénářích, jejichž realizace byla zablokována (Sbohem, Ameriko, Objevení Antarktidy, V hlubinách vesmíru).  S již silně podlomeným zdravím v roce 1954 začal pracovat na scénáři Poémy o moři, filmu o budování velké přehrady na Dněpru. Zabývá se osudem lidí z několika vesnic, které mají být zatopeny kvůli stavbě nové vodní elektrárny.  Během přípravy filmu několikrát navštívil stavbu Kachovské vodní elektrárny, protože  chtěl zaznamenat cennou přírodní a historickou krajinu, která po vybudování přehrady zmizí. Krátce před natáčením filmu,  25. listopadu 1956 zemřel na infarkt na své chatě v Pěredělkinu. Film dokončila v roce 1958 jeho celoživotní partnerka  Julie Solncevová. Podle Dovženkových literárních děl bylo později natočeno několik dalších filmů, mezi nimi  Začarovaná Desna (1964), které však nevystihovaly autorský záměr a kvality předlohy.          
Dovženko byl pohřben na Novoděvičím hřbitově v Moskvě. V roce 2006 začaly ukrajinské orgány jednat o převezení jeho popela na Ukrajinu a o možnosti navrácení režisérových archivů a deníků. Sám Dovženko po Ukrajině celý život toužil a v posledních letech svého života si do deníku zapsal: „Zemřu v Moskvě, aniž bych Ukrajinu kdy viděl! Než zemřu, požádám Stalina, aby mi vyndal srdce z hrudi a pohřbil je v mé rodné zemi, v Kyjevě, někde nad Dněprem, na hoře, než mě upálí v krematoriu.”         

## Dílo

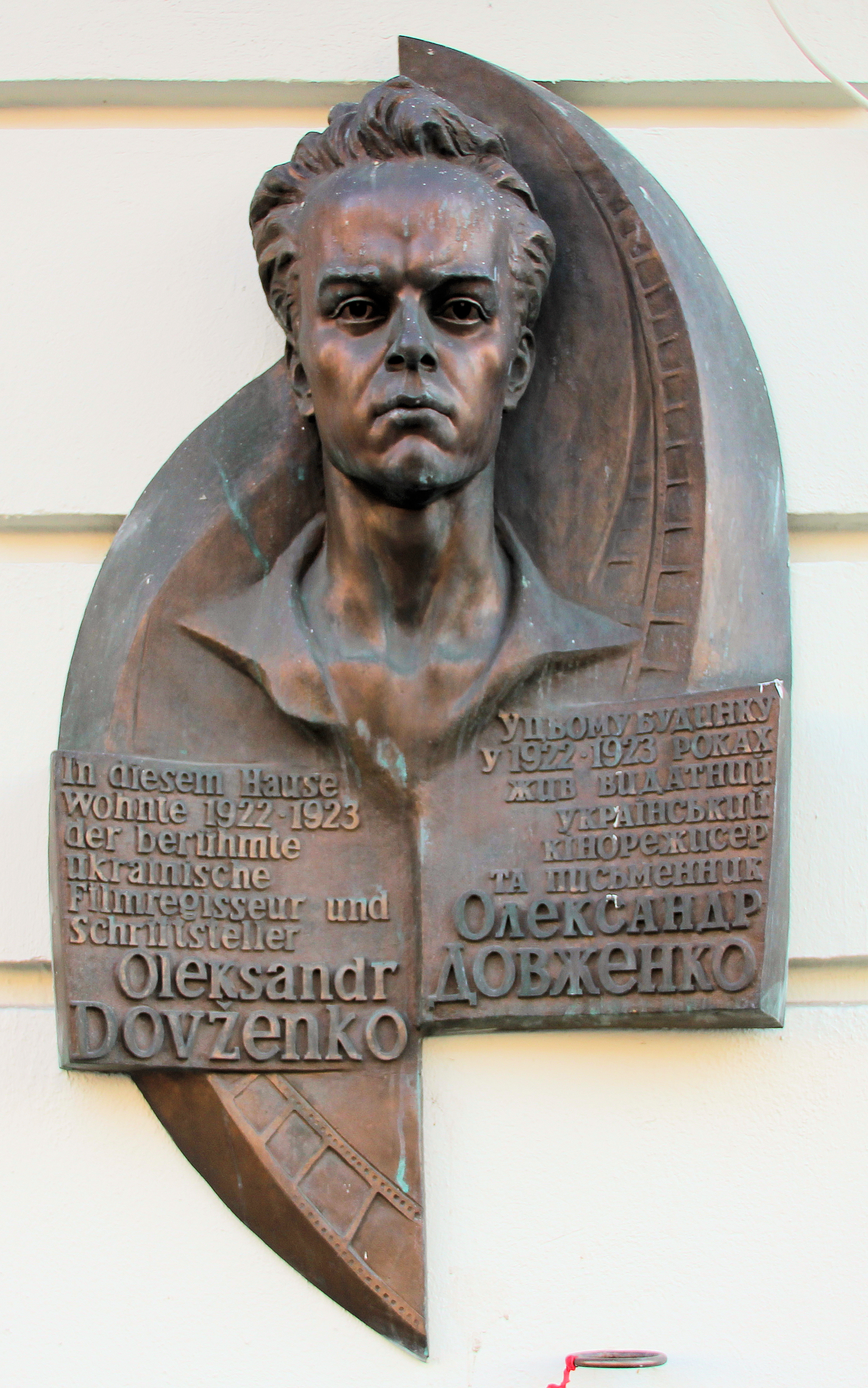
Dovženkova pamětní deska v Berlíně-Charlottenburgu

### Filmografie–výběr
- Plod lásky (1926)
- Aktovka diplomatického kurýra (1927)
- Arzenál (1929)
- Země (1930)–Snímek byl na bruselské konferenci filmových historiků v roce 1958 zařazen mezi nejlepší filmy světa a patří k vrcholům němého filmu.[3]
- Ivan (1932)–Dovženkův první zvukový film
- Ščors (1939)
- Osvobození (1940); dokumentárně-historický film
- Буковина – земля украинская (1940); dokument zachycující anexi Bukoviny jako následek téhož paktu
- Битва за нашу Советскую Украину (1943); dokument zobrazující události z podzimu 1943 na jižních frontách Velké vlastenecké války
- Mičurin (1948)

### Knihy v češtině
- Z deníků (1964, Československý spisovatel) – zápisky z let  1944–1956  otvírají pohled do umělcova vnitřního světa a umožňují poznání jeho názorů a reakci na nejrozmanitější podněty a skutečnosti života uměleckého i občanského. Připojena je autobiografie z r. 1939.
- Začarovaná Desna (1974, Odeon) – soubor povídek